# Bourbriac
Bourbriac (bret. Boulvriag) – miejscowość i gmina we Francji, w regionie Bretania, w departamencie Côtes-d’Armor.
Według danych na rok 1990 gminę zamieszkiwały 2293 osoby, a gęstość zaludnienia wynosiła 32 osoby/km² (wśród 1269 gmin Bretanii Bourbriac plasuje się na 266. miejscu pod względem liczby ludności, natomiast pod względem powierzchni na miejscu 20.).